# Liturgična glasba
Liturgična glasba predstavlja del verskih obredov, ki so tesno povezani s tradicijo. Tovrstno glasbo je mogoče zaslediti že v starojudovski religiji.
V krščanski religiji se poje v cerkvi, in sicer na prostoru, ki se imenuje kor.